# وارن ديبل
وارن ديبل (بالإنجليزية: Warren Dibble)‏ هو كاتب مسرحي وشاعر نيوزيلندي، ولد في 1930، وتوفي في 27 يوليو 2014 في سيدني في أستراليا.